# 格里尼夫
49°41′44″N 24°16′17″E / 49.69556°N 24.27139°E

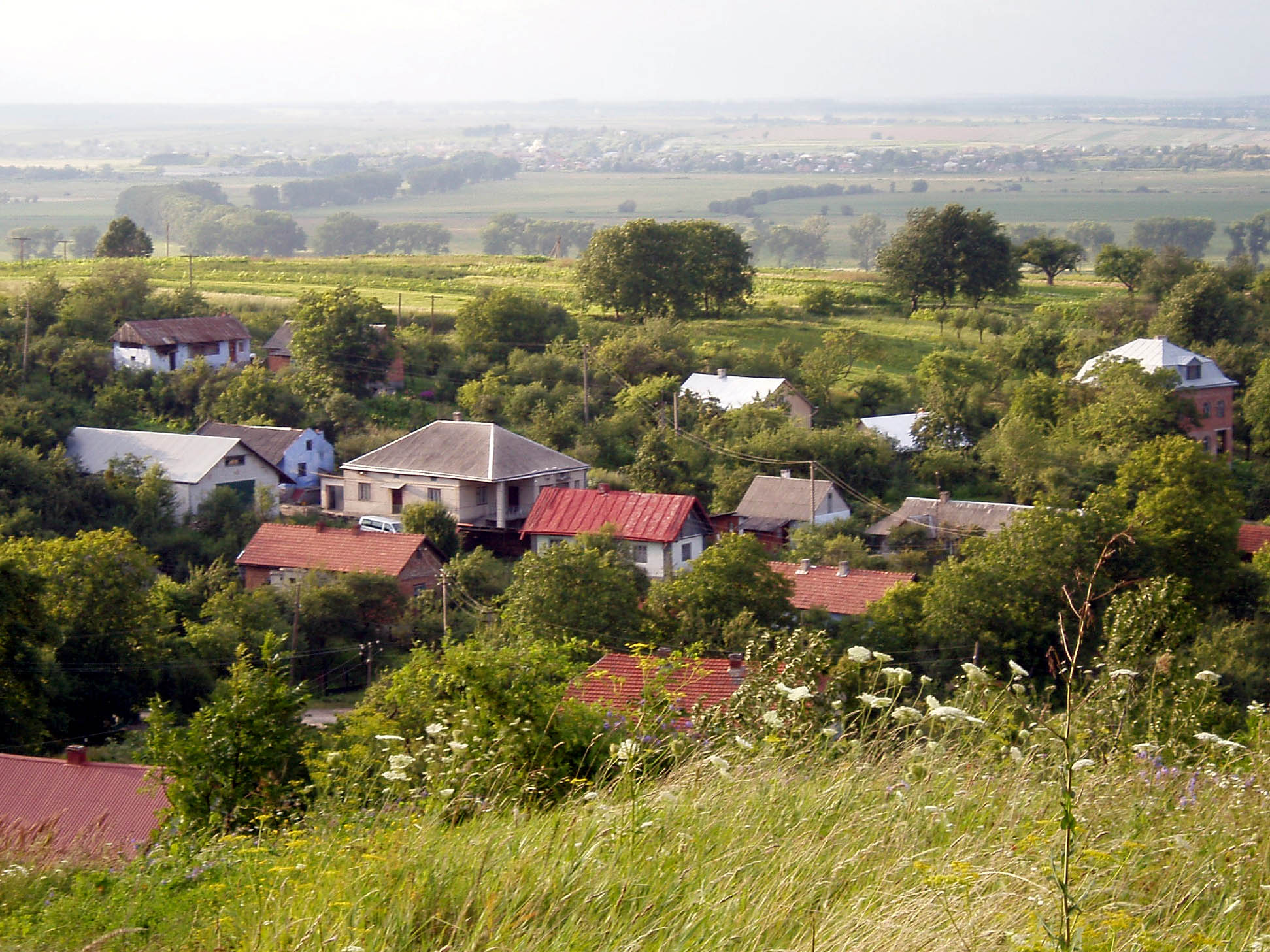

格里尼夫（烏克蘭語：Гринів），是烏克蘭西部的村莊，隸屬利維夫州的利維夫區。該村面積1.47平方公里，海拔高度305米，2024年人口258，人口密度每平方公里271.43人。